# Нордегрен, Элин
Эли́н Мари́я Перни́лла Нордегре́н (швед. Elin Maria Pernilla Nordegren; 1 января 1980, Стокгольм, Швеция) — шведская фотомодель.

## Ранние годы
Нордегрен родилась в Стокгольме, Швеция. Её мать, Барбро Холмберг, политик, бывший министр политики Швеции в области миграции и убежища и бывший губернатор округа Евлеборг. Её отец, Томас Нордегрен, радиожурналист, который занимал должность начальника бюро в Вашингтоне, округ Колумбия. У неё есть старший брат Аксель и сестра-близнец Жозефин. Нордегрен и её сестра устраивались на летние работы кассирами в супермаркетах для финансирования учёбы.

## Карьера
Элин начала карьеру модели в 2000 году, и появилась на обложке журнала Cafe Sport летом 2000-го.

## Личная жизнь
В 2004—2010 годы Элин была замужем за гольфистом Тайгером Вудсом, от которого у неё двое детей — дочь Сэм Алексис Вудс (род. 18.06.2007) и сын Чарли Аксель Вудс (род. 08.02.2009).
7 июня 2019 года стало известно, что Элин беременна своим третьим ребёнком от бойфренда Джордана Кэмерона, бывшего игрока в американский футбол.